# Цао Шо
Ца́о Шо (кит. упр. 曹硕, пиньинь Cáo Shuò, род. 8 октября 1991) — китайский легкоатлет, чемпион Азии и Азиатских игр.

## Биография
Родился в 1991 году в Баодине провинции Хэбэй. В 2010 году стал чемпионом Азии среди юниоров и завоевал бронзовую медаль Азиатских игр. В 2012 году завоевал серебряную медаль чемпионата Азии в помещении, но на Олимпийских играх в Лондоне не смог завоевать наград. В 2013 году стал чемпионом Азии и серебряным призёром Восточноазиатских игр. В 2014 году стал чемпионом Азиатских игр.